# Богомолов, Евгений Александрович
Евгений Александрович Богомолов (25 июля 1984) — российский борец греко-римского стиля, чемпион и призёр чемпионатов России, серебряный призёр Кубка мира в команде, чемпион мира среди студентов.

## Карьера
В январе 2009 в Рязани выиграл бронзовую медаль на Гран-при Ивана Поддубного. В июне 2010 года в Москве, одолев в финале Азамата Бикбаева, выиграл чемпионат России. В октябре 2010 года в итальянском Турине стал чемпионом мира среди студентов. В мае 2014 года в Тегеране в составе сборной России стал серебряным призёром Кубка мира.

## Спортивные результаты
- Чемпионат России по греко-римской борьбе 2007 — ;
- Чемпионат России по греко-римской борьбе 2008 — ;
- Чемпионат России по греко-римской борьбе 2009 — ;
- Чемпионат России по греко-римской борьбе 2010 — ;
- Чемпионат мира по борьбе среди студентов 2010 — ;
- Кубок мира по борьбе 2011 (команда) — ;
- Кубок мира по борьбе 2011 — 12;
- Кубок мира по борьбе 2014 (команда) — ;